# Acorypha insignis
Acorypha insignis är en insektsart som först beskrevs av Walker, F. 1870.  Acorypha insignis ingår i släktet Acorypha och familjen gräshoppor. Inga underarter finns listade i Catalogue of Life.